# 16e division d'infanterie (Pologne)
La  16e Division d'Infanterie est une des divisions d'infanterie de l'armée polonaise  portant le nom de Casimir IV Jagellon.

## Création et différentes dénominations
Elle a été levée durant la Seconde Guerre mondiale.

## Théâtres d'opérations
- 1er septembre au 6 octobre 1939 : Campagne de Pologne et comme force de maintien de la paix dans la Zone d'occupation polonaise en Irak.

## Armée de terre en 2024

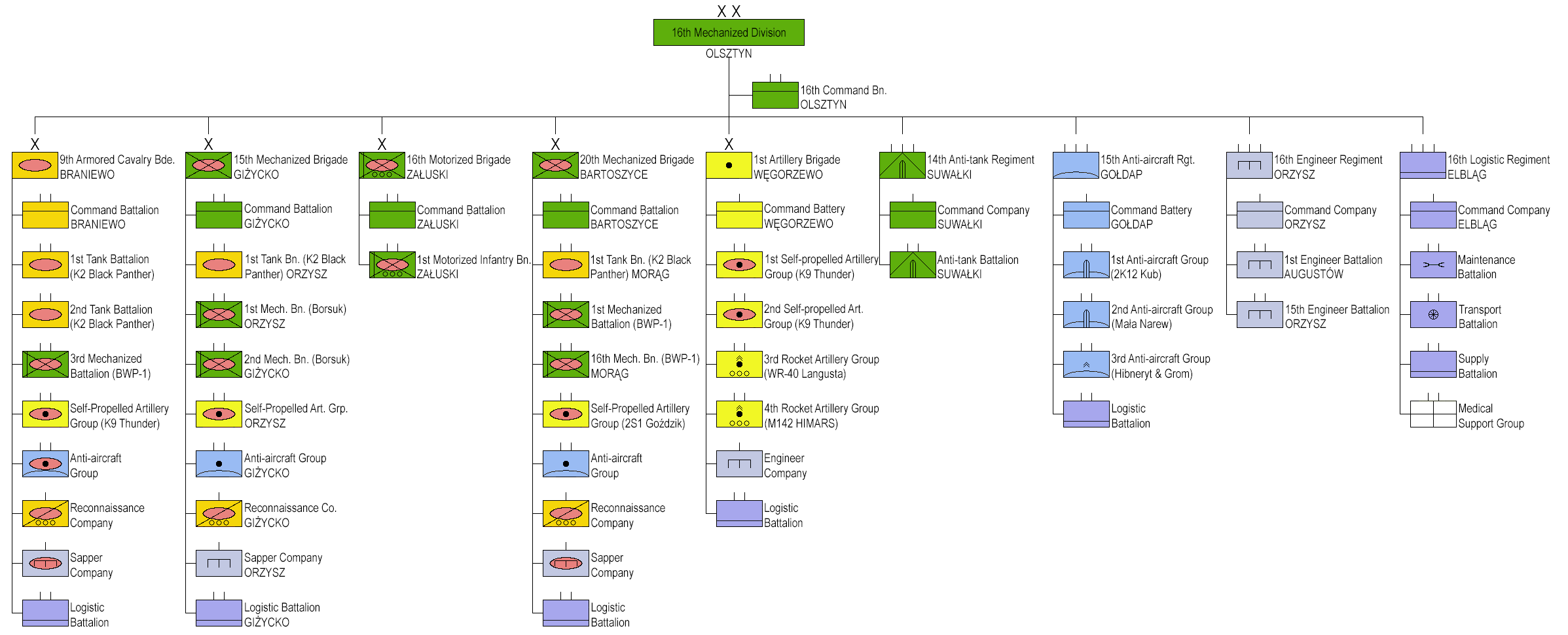
organisation actuelle de 16e division.

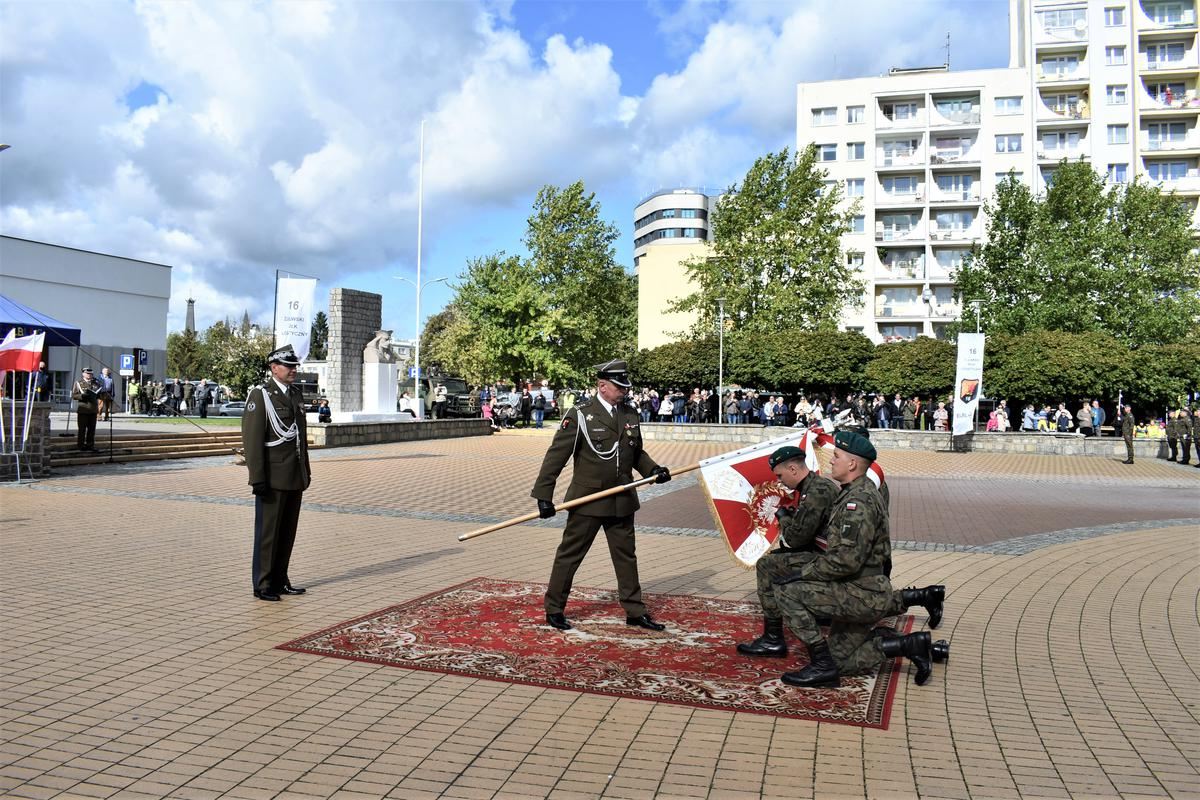
2023 présentation du drapeau de la brigade.

- 16e  division mécanisée ' Poméranienne, à Olsztyn
  - 16e, bataillon de commandement à Olsztyn
  - 9e brigade de cavalerie à Braniewo
  - 15e brigade mécanisée à Giżycko
  - 20e brigade mécanisée à Bartoszyce
  - 1re brigade d'artillerie à Węgorzewo[2]
  - 14e régiment anti-chars à Suwałki
  - 15e régiment antiaérien à Gołdap
  - 16e régiment du génie à Orzysz
  - 16e régiment de logistique à Elbląg.

Elle a pour objectif, avec les 1re division d'infanterie de la Légion et 18e divisions mécanisées de défendre la frontière est
.